# Mihály Munkácsy
Mihály "Leó Lieb" Munkácsy (20 de fevereiro de 1844, Mukachevo - 1 de maio de 1900, Endenich) foi um pintor húngaro. Ele ganhou reputação internacional com seus quadros de gênero e pinturas bíblicas em grande escala. Filho de Mihály Lieb, um burocrata de origem bávara, e Cecília Reök, em Mukachevo, Hungria, Império Austríaco, a cidade da qual ele mais tarde viria adotar seu pseudônimo.

## Sua vida e obra

### Infância
Munkácsy nasceu em Munkács em 20 de fevereiro de 1844 no quarto de canto do apartamento do inspetor de sal (oficial do tesouro do sal). Seus padrinhos foram o nobre Jakab Steiner, inspetor da propriedade Apponyi, e sua esposa, a tia materna de Munkácsy, a nobre Karolina Reök (1801–1853) - que se chamava Sarolta na família. O registro de batismo do escritório paroquial católico romano de Munkács foi posteriormente levado a acreditar que o sobrenome Lieb foi alterado para Munkácsy com a permissão do Ministério húngaro. Seu pai Lieb Mihály (1800-1852; muitas vezes referido como Lieb Leó Mihály, embora ele só tenha recebido o nome Mihály no batismo), veio de uma família oficial da Baviera que se mudou para a Hungria no início do século 18; ele era um oficial de sal católico romano em Munkács, mais tarde juiz distrital de Ung e Bereg. Mihály Lieb foi tesoureiro em 1845 como funcionário da câmara de sal de Münkac. Sua mãe era Cecília Reök de Greifenberg, de descendência nobre, que era evangélica. Seus avós maternos eram o nobre evangélico Theofil Reök (1769–1849), o oficial senhorial da família Conde Forgách em Mándok, e a católica romana Anna Szélig, dama de companhia da Condessa Forgách. Em 24 de fevereiro de 1844, Munkácsy recebeu o sobrenome Mihály Leó no batismo. Ele usou o sobrenome Lieb até 1868 e escreveu seu nome como Munkácsi até 1880.
| “ | Nasci em Munkácsy, Hungria, e abandonei meu nome de família de Lieb por vários anos como pintor - trabalho sob o nome de Munkácsy. Até agora, eu poderia ter mudado legalmente meu nome por ser menor, mas agora, completando 24 anos, atrevo-me a solicitar com profundo respeito a legalização de Munkácsy como meu nome adotivo | ” |

– O pedido de Mihály Lieb ao Ministério do Interior em 1868 para incluir o nome Munkácsy.